# نوئل کوردیر
نوئل کوردیر (به انگلیسی: Noëlle Cordier) (زاده ۷ آوریل ۱۹۴۴) خواننده فرانسوی است.
او نماینده فرانسه در یوروویژن ۱۹۶۷ بود.